# Манок (ансамбль)
«Манок» — мужской вокальный ансамбль из Петрозаводска. Самодеятельный коллектив. Лауреат Государственной премии Карельской АССР (1982), народный коллектив Карелии.

## История
Основатель — хормейстер Музыкального театра в г. Петрозаводске — Марлен Нокелайнен, в 1965 г. после того, как М. Нокелайнен трагически погиб во время гастролей, ансамбль получил название в честь него по имени, фамилии и отчеству — М(арлен) А(кселевич) Нок(елайнен).
Изначально в него входили главный режиссёр Финского театра в г. Петрозаводске Паули Ринне, актёры Орво Бьернинен и Вилье Ахвонен, заместитель министра культуры Карельской АССР Виллиам Халл, диктор радио Энсио Вента, ответственный секретарь Союза композиторов Карельской АССР Николай Самсонов, худрук ансамбля «Кантеле» Андро Лехмус (в дальнейшем, худрук коллектива). Членами ансамбля в разное время были также были П. Микшиев, А. Лайне, А. Ромпайнен, Л. Нярья.
Концертмейстер Л. Э. Куцовская.
Ансамбль исполнял финские, карельские народные песни, песни советских и финских композиторов Раутио, Вавилова, Кая Чудениуса.
Коллектив провел более 300 концертов в СССР, ГДР, Финляндии, Швеции. Получил премию ГДР имени Фрица Вейтера.
Первые записи ансамбль сделал для Карельского радио в 1962 году в Петрозаводске. В 1962 г. ансамбль принял участие в Первом всесоюзном конкурсе артистов эстрады.
Документы ансамбля находятся на хранении в Национальном архиве Республики Карелия.

## Дискография
- Финский мужской вокальный ансамбль «Манок» (Мелодия 1978) С30-10821-22
- Antologia 1960—1990: Petroskoin suomalaisen lauluyhtyeen parhaat palat, 2003.
- Манок : [произв. № 1 — 13] // Музыка композиторов Карелии [Звукозапись]. — Петрозаводск, 2005. — Вып. 4